# Ali Zitouni
Ali Zitouni (* 11. Januar 1981; arab.: علي زيتوني) ist ein tunesischer Fußballspieler.

## Spielerkarriere

### Vereinskarriere
Der rechtfüßige Mittelstürmer spielte schon bei einigen Vereinen wie: Espérance Tunis, ES Troyes AC in Frankreich, sowie aktuell beim türkischen Klub Antalyaspor. 
Sein zum Sommer 2012 auslaufender Vertrag mit Antalyaspor wurde nicht verlängert. So musste sich Zitouni einen neuen Verein suchen. Wenig später wurde bekanntgegeben, dass er sich mit dem türkischen Zweitligisten Torku Konyaspor einigte. Bereits zur Rückrunde der Spielzeit verließ er Konyaspor und wechselte innerhalb der Liga zu Kartalspor.

### Nationalmannschaftskarriere
Zudem ist er auch Stammspieler in der tunesischen Fußballnationalmannschaft.